# Engenho Velho (Concórdia)
Engenho Velho é uma comunidade rural do município brasileiro de Concórdia, no estado de Santa Catarina. Sua população é quase toda formada por descendentes de italianos. 
A vila é banhada pelas águas do antigo Rio Jacutinga e Rio Fragosos, hoje reservatório da Usina Hidrelétrica de Itá. Seus habitantes vivem da suinocultura, avicultura, bovinocultura de leite e de corte e agricultura. Está inserido na rota turística "Caminho do Engenho", na qual recebe semanalmente visitantes. Tem uma pequena central comercial da Cooperativa, ginásio da comunidade e escola estadual (E.E.B. José Pierezan).